# Manuela Di Centa
Manuela Di Centa (Paluzza, 31 gennaio 1963) è una dirigente sportiva, politica ed ex fondista italiana, campionessa olimpica ai XVII Giochi olimpici invernali di Lillehammer 1994 (quando vinse una medaglia in ognuna delle gare di sci di fondo in programma) e dal 2006 al 2013 deputata italiana.
Sorella del fondista Giorgio e cugina del mezzofondista Venanzio Ortis, a loro volta atleti di alto livello, è anche conduttrice televisiva e alpinista (prima donna italiana a raggiungere la cima dell'Everest).

## Biografia

### Carriera sciistica
Esordì in Nazionale nel 1980, diciassettenne, dopo essersi messa in mostra nelle categorie giovanili
; due anni dopo partecipò ai suoi primi Mondiali, Oslo 1982, ottenendo l'ottavo posto nella 5 km, mentre in quelli juniores della stessa stagione conquistò un argento.
In Coppa del Mondo ottenne il primo risultato di rilievo il 22 gennaio 1982 nella 5 km di Furtwangen im Schwarzwald (11ª), il primo podio il 13 gennaio 1989 nella 10 km a tecnica classica di Klingenthal (2ª) e la prima vittoria il 18 febbraio 1990 nella 15 km a tecnica libera di Pontresina. Nel 1994 e nel 1996 si aggiudicò la Coppa del Mondo generale.
In carriera partecipò a cinque edizioni dei Giochi olimpici invernali, Sarajevo 1984 (24ª nella 5 km, 28ª nella 10 km, 26ª nella 20 km, 9ª nella staffetta), Calgary 1988 (18ª nella 5 km, 20ª nella 10 km, 6ª nella 20 km), Albertville 1992 (12ª nella 5 km, 6ª nella 30 km, 10ª nell'inseguimento, 3ª nella staffetta con Bice Vanzetta, Gabriella Paruzzi e Stefania Belmondo), Lillehammer 1994 (2ª nella 5 km, 1ª nella 15 km, 1ª nella 30 km, 2ª nell'inseguimento, 3ª nella staffetta con Stefania Belmondo, Bice Vanzetta e Gabriella Paruzzi) e Nagano 1998 (21ª nella 5 km, 23ª nell'inseguimento, 3ª nella staffetta con Karin Moroder, Gabriella Paruzzi e Stefania Belmondo) e a sei dei Campionati mondiali, vincendo sette medaglie.
Dopo la sua ultima partecipazione olimpica annunciò il suo ritiro dall'attività sportiva.

### Carriera dirigenziale
Nel 1996 venne eletta presidente della Commissione italiana atleti, appena fondata dal Comitato olimpico nazionale italiano; due anni dopo divenne membro di diritto della Giunta e del consiglio nazionale del CONI. In seno al Comitato olimpico italiano fu poi vicepresidente vicario dal 2005 al 2006 e in seguito, il 6 maggio 2009, fu eletta membro della Giunta esecutiva, con mandato quadriennale
Eletta membro della Commissione atleti del Comitato Olimpico Internazionale nel 1998, divenne membro CIO nel 1999; rieletta nel 2002, avrebbe mantenuto la carica fino alla scadenza del mandato, nel 2010, quando divenne membro onorario. In occasione dei XX Giochi olimpici invernali di Torino 2006 è stata "sindaco" dei Villaggi olimpici.Ha inoltre partecipato alle cerimonie di apertura e di chiusura dei Giochi: nella prima ha portato la bandiera olimpica nello stadio assieme a Sophia Loren, Isabel Allende, Nawal El Moutawakel, Susan Sarandon, Wangari Maathai, Maria Mutola e Somaly Mam; nella seconda ha effettuato, assieme al presidente della Federazione Internazionale Sci Gian-Franco Kasper, la premiazione della 50 km di sci di fondo, vinta peraltro dal fratello Giorgio.
Il 29 maggio 2008 ha presentato al congresso di Città del Capo della Federazione Internazionale Sci la candidatura della Val di Fiemme quale sede dei Campionati mondiali di sci nordico 2013. Nel 2010 è stata nominata presidente del comitato promotore della candidatura di Trento per ospitare la XXVIII Universiade invernale del 2017 mentre nel 2014 si è candidata alla carica di presidente della Federazione italiana sport invernali, senza essere eletta.

### Carriera politica
Iniziò la sua carriera politica candidandosi alle elezioni europee del 2004 con Forza Italia, senza riuscire ad essere eletta. Alle elezioni politiche del 2006 si candidò e venne eletta alla Camera dei deputati, sempre con Forza Italia, e lasciò quindi la carica di vicepresidente vicario del CONI a Riccardo Agabio, presidente della Federazione Ginnastica d'Italia.
Alle elezioni politiche del 2008 viene rieletta, nelle liste del Popolo della libertà e nel collegio elettorale VI (Trentino-Alto Adige). Nel 2010, nell'ambito della riforma dell'università, ha proposto l'emendamento (approvato in commissione cultura) che permette alle università di riconoscere come crediti formativi le medaglie olimpiche e paralimpiche; in questo modo i campioni olimpici per ottenere la laurea dovranno sostenere meno esami degli altri studenti. Alle elezioni politiche del 2013 si candida nuovamente con il PdL, ma il risultato del suo partito nella sua regione non le permette di ottenere un seggio alla Camera dei deputati.

### Altre attività
Dopo il ritiro, la Di Centa iniziò, nel 1999, la sua carriera di conduttrice televisiva, su Rai 3, presentando la trasmissione Cominciamo bene. Dal dicembre 2000 al marzo 2001 condusse su Rai 1 Linea Bianca, un nuovo programma invernale dedicato alla scoperta delle bellezze della montagna
.
Nel 2003 è stata la prima italiana a raggiungere la cima dell'Everest con l'ausilio di bombole di ossigeno, una scalata preparata attraverso altre cime quali diverse montagne italiane del gruppo Ortles-Cevedale e il monte Olimpo, per poi attaccare l'Elbrus (che con i suoi 5642 metri è considerato da molti anglosassoni, con l'importante eccezione dell'Enciclopedia Britannica, la montagna più alta d'Europa), e trasferirsi quindi in Asia, in Cina e sull'Himalaya.
Nel 2014 nuovamente in televisione come conduttrice di una serie di trasmissioni dedicate interamente alle montagne italiane andate in onda sul canale terrestre e satellitare Marco Polo dal titolo Le mie montagne. Dal 21 febbraio 2015 prende parte come concorrente alla terza edizione di Notti sul ghiaccio, in onda in prima serata su Rai 1.

## Vita privata
Nel 2004 ha sposato l'alpinista e fondista di corsa in montagna valtellinese Fabio Meraldi. La nonna materna è Irma Englaro, portatrice carnica e Cavaliere di Vittorio Veneto.

## Palmarès

### Olimpiadi
- 7 medaglie:
  - 2 ori (15 km. tecnica libera[18], 30 km. tecnica classica[18] a Lillehammer 1994)
  - 2 argenti (5 km. tecnica classica[18], 10 km. tecnica libera ad inseguimento[18] a Lillehammer 1994)
  - 3 bronzi (staffetta[18] ad Albertville 1992; staffetta[18] a Lillehammer 1994; staffetta a Nagano 1998)

### Mondiali
- 7 medaglie:
  - 4 argenti (staffetta[18] a Val di Fiemme 1991; 30 km[18], staffetta[18] a Falun 1993; 30 km[18] a Thunder Bay 1995)
  - 3 bronzi (5 km[18], 30 km[18] a Val di Fiemme 1991; 5 km[18] a Thunder Bay 1995)

### Mondiali juniores
- 1 medaglia[4]:
  - 1 argento (5 km a Oslo 1982)

### Coppa del Mondo
- Vincitrice della Coppa del Mondo nel 1994 e nel 1996
- 30 podi (26 individuali, 4 a squadre[19]), oltre a quelli conquistati in sede olimpica o iridata e validi ai fini della Coppa del Mondo:
  - 14 vittorie (13 individuali, 1 a squadre)
  - 10 secondi posti (8 individuali, 2 a squadre)
  - 6 terzi posti (5 individuali, 1 a squadre)

#### Coppa del Mondo - vittorie
| Data             | Luogo            | Paese      | Disciplina                                  |
| ---------------- | ---------------- | ---------- | ------------------------------------------- |
| 18 febbraio 1990 | Pontresina       | Svizzera   | 15 km TL                                    |
| 7 marzo 1990     | Sollefteå        | Svezia     | 30 km TL                                    |
| 21 dicembre 1993 | Dobbiaco         | Italia     | 15 km TC                                    |
| 6 marzo 1994     | Lahti            | Finlandia  | 30 km TL                                    |
| 12 marzo 1994    | Falun            | Svezia     | 10 km TL                                    |
| 20 marzo 1994    | Thunder Bay      | Canada     | 10 km TL                                    |
| 9 gennaio 1996   | Štrbské Pleso    | Slovacchia | 30 km TL                                    |
| 2 febbraio 1996  | Seefeld in Tirol | Austria    | 5 km TL                                     |
| 3 febbraio 1996  | Seefeld in Tirol | Austria    | Sprint a squadre TL (con Stefania Belmondo) |
| 11 febbraio 1996 | Kavgolovo        | Russia     | 10 km TC                                    |
| 24 febbraio 1996 | Trondheim        | Norvegia   | 5 km TL                                     |
| 25 febbraio 1996 | Trondheim        | Norvegia   | 10 km TL PU                                 |
| 2 marzo 1996     | Lahti            | Finlandia  | 10 km TL                                    |
| 9 marzo 1996     | Falun            | Svezia     | 15 km TL                                    |

Legenda:

PU = inseguimento

TC = tecnica classica

TL = tecnica libera

## Corsa in montagna
Oltre a praticare lo sci di fondo, Manuela Di Centa, nel periodo estivo, partecipava a competizioni di corsa in montagna. Nel 1991 a Zermatt vinse la medaglia d'argento a livello individuale e quella di bronzo a squadre durante i Campionati del mondo di corsa in montagna.

## Riconoscimenti
- "Sportiva italiana dell'anno" per La Gazzetta dello Sport nel 1994[senza fonte]
- "Sportiva mondiale dell'anno" per La Gazzetta dello Sport nel 1994[senza fonte]
- Cittadinanza onoraria di Bormio nel 1994[senza fonte]
- Medaglia Holmenkollen nel 1996, primo italiano a ricevere il riconoscimento
- Nel maggio 2015, una targa a lei dedicata fu inserita nella Walk of Fame dello sport italiano a Roma, riservata agli ex-atleti italiani che si sono distinti in campo internazionale.[22][23]

Il 16 ottobre 2022 le è stata conferita la cittadinanza onoraria del comune di Cunardo.